# John Hick
John Harwood Hick (* 20. Januar 1922 in Scarborough/Yorkshire; † 9. Februar 2012 in Birmingham) war ein britischer presbyterianischer Theologe und Religionsphilosoph. Er war ein wichtiger Vertreter der pluralistischen Religionstheologie – also der Überlegung, dass unterschiedliche Religionen wahr und heilsvermittelnd sein können. Das philosophisch-theologische Werk von Hick fokussierte sich auf die Punkte des ‚Glaubens und Wissens‘, der ‚Erkenntnistheorie und Philosophie der Religion‘, der ‚Gottesfrage‘, der ‚Existenz Gottes‘, der ‚Möglichkeit der Erkenntnis Gottes und seiner Personalität‘ und der ‚Philosophie der Sprache‘.

## Leben

### Kindheit und Berufsausbildung
Hick wuchs als zweiter von drei Söhnen des Rechtsanwaltes Mark Day Hick (1880–1962) und Mary Aileen, einer geborenen Hirst (1896–1988) in einer im Osten Englands gelegenen Küstenstadt auf; 7 Westbourne Grove, Scarborough, Yorkshire. Einer seiner älteren Brüder war Edwin Pentland Hick (1919–2016), britischer Unternehmer, Autor, Verleger und Veteran des Zweiten Weltkriegs; Royal Army Medical Corps von 1939 bis 1945. Seine Familie gehörte der Anglikanischen Kirche an. Seine Vorfahren väterlicherseits besaßen eine erfolgreiche Reederei. Sein Großvater Albert Edwin (1846–1900) verließ das Schifffahrtsgeschäft, um Anwalt zu werden.
Hick besuchte die Grundschule, grade school die „Lisvane-Schule“ vor Ort, wo er sich als scheues Kind schlecht zurecht fand, dann wurde er von einem Privatlehrer Zuhause unterrichtet. Von 1937 bis 1938 besuchte er die Quäkerschule Bootham in York. Als Anwaltsgehilfe arbeitete er darauf im kleinen Anwaltsbüro Hick & Hands, das seinem Vater gehörte. Sein Großonkel mütterlicherseits Edward Wales Hirst, Uncle Eddy der christliche Ethik an der Universität Manchester lehrte, ermutigte ihn zu einem universitären Studium. Durch Uncle Eddy lernte er einem Freund von ihm kennen, David Smith Cairns (1862–1946), einem Professor im Ruhestand und Direktor einer der schottischen theologischen Fakultäten.

### Studium und Evangelisierung
Als Angestellter besuchte er nebenbei Vorlesungen in Rechtswissenschaften am University College in Kingston upon Hull. Schon in seinem siebzehnten Lebensjahr begann er wichtige Werke der westlichen Philosophie zu lesen, wobei Hick besonders von Immanuel Kant beeindruckt war. Seine vielleicht größten Einflüsse zu jener Zeit erhielt er durch Thomas Edmund Jessop, dessen philosophische Vorlesungen Hick in Hull besuchte. Während seinem Studium fand er Freunde, die zur Inter-Varsity Fellowship-Gruppe (Universities and Colleges Christian Fellowship) gehörten, und ihn in den evangelikalen Glauben einführten. Ein walisischer Evangelist und dessen Freunde waren maßgeblich an seiner Bekehrung beteiligt.
Autobiografisch vermerkte Hick, dass er in dieser Zeit seines Lebens die gesamte evangelikale Theologie akzeptierte, so etwa die Verbalinspiration der Bibel, Schöpfung und Sündenfall, Jesus als der menschgewordene Sohn Gottes, der von der Jungfrau Maria geboren wurde usw. Er beschloss Pfarrer der presbyterianischen Kirche Englands zu werden. Daraufhin wechselte er zu Theologie und Philosophie, um später in den kirchlichen Dienst eintreten zu können.
In Edinburgh besuchte er Vorlesungen beim Philosophen Norman Kemp Smith, der ihn weiter beeinflusste. Diese neu entdeckte Begeisterung für Philosophie und Religion veranlasste ihn, sein Jurastudium abzubrechen und sich 1941 für einen Philosophiekurs an der Universität Edinburgh einzuschreiben.

### Kriegsdienst und universitäres Studium, Abschlüsse
Während der Zeit des Zweiten Weltkriegs verweigerte Hick den Dienst an der Waffe und so konnte er bei einer Ambulanzeinheit der Freunde, Friends' Ambulance Unit in Ägypten, Italien und Griechenland eingesetzt werden.
In Edinburgh konnte er 1948 sein Studium abschließen, danach ging er ans Oriel College in Oxford. Unter Henry Habberley Price doktorierte er, in der Zeit von 1948 bis 1950, in Philosophie, zum Thema The Relationship Between Faith and Belief, woraus später sein erstes Buch Faith and Knowledge (1957) (deutsch: Glauben und Wissen) entstand.
In seiner Dissertation thematisierte Hick die Relation zwischen dem Glauben, begriffen als existenzielle Haltung und der Bekenntnis, verstanden als kognitiver Glaubensinhalt. Was an sich an die thomasschen Differenzierung zwischen dem „Glaubensakt“ fides qua creditur ‚der Glaube, mit dem geglaubt wird‘ und dem „Glaubensinhalt“ fides quae creditur ‚der Glaube, der geglaubt wird‘ anzulehnen scheint. Hick überarbeitete seine Dissertationsschrift und schuf damit das Fundament für sein erstes Werk, das im Jahre 1957 mit dem Titel Faith and Knowledge. A modern Introduction to the Problem of Religious Knowledge publiziert wurde. Mit dem Einfluss der kantianischen und der positivistischen Philosophie entfernte Hick sich in seinen Überlegungen zunehmend von seinen evangelikalen Glaubensgeschwistern.
1950 bis 1953 studierte er unter Herbert Henry Farmer reformierte Theologie am Westminster College in Cambridge, um presbyterianischer Geistlicher zu werden. 1953 wurde er ordiniert und diente für zweieinhalb Jahre als Pastor der Belford Presbyterian Church in Northumberland.

### Hochschullehrer
1956 bis 1959 lehrte Hick als Assistenzprofessor für Philosophie an der Cornell University in Ithaca in New York.
Im Jahre 1959 erhielt er den Stuart-Lehrstuhl für Christliche Philosophie an dem Princeton Theological Seminary. Hier geriet er erstmals in Konflikt mit Lehren der presbyterianischen Kirche. 1963 bekam er für je ein Jahr den Guggenheim- und den Cook-Crone Research Bye-Fellowship, den er am Gonville and Caius College in Cambridge verbrachte. Dort arbeitete er an seinem zweiten Buch Evil and the God of Love.
In den frühen 1960er Jahren begegnete Hick persönlich dem kanadischen Religions- und Islamwissenschaftler Wilfred Cantwell Smith. Diese Begegnung beeinflusste Hick in seiner wissenschaftlichen Ausrichtung.
Im Jahre 1964 kehrte er nach Großbritannien zurück um zunächst an der Universität Cambridge zu lehren. Ab 1966 hatte er den H. G. Wood-Lehrstuhl für Philosophie und Religion an der Universität Birmingham inne. Dort begann seine Wendung zum religionstheologischen Pluralismus öffentlich zu werden, indem er mit multireligiösen Gruppen Themen wie Rassismus und Grundrechte bearbeitete und vermehrt östliche Religionen zu studieren begann. Er reiste zudem nach Indien, um den Hinduismus zu verstehen, nach Punjab für den Sikhismus und nach Sri Lanka, um den Buddhismus vor Ort kennenzulernen. Aus diesen Studienreisen entstand sein Werk Death and Eternal Life (deutsch: Tod und ewiges Leben).
Als er im Jahre 1972 eine wichtige Funktion am Queens College erhielt, war ihm die multireligiöse Lebenssituation der Mitmenschen in Birmingham wichtiger geworden. So wurde Hick zum Vorsteher der Gruppe All Faiths for One Race und engagierte sich für ein tieferes Verständnis zu anderen Religionen.
1977 veröffentlichte Hick ein Buch mit dem provokativen Titel The Myth of God Incarnate (deutsch: Der Mythos der Fleischwerdung Gottes), das im ersten halben Jahr 30.000 mal verkauft und in mehrere Sprachen übersetzt wurde. Ab 1978 hielt er Vorlesungen an der Claremont Graduate University in Claremont bei Los Angeles, wo ihm die Danforth-Professur für Religionsphilosophie angeboten wurde. Die ersten drei Jahre pendelte er jeweils zwischen Claremont und Birmingham hin und her, um beide Lehraufträge erfüllen zu können. Im Sommer 1980 lehrte er zusätzlich in Südafrika, wo er Desmond Tutu kennenlernte, was zu einer lebenslangen Freundschaft führte. 1982 zog Hick ganz nach Claremont um, um dort seine Religionsphilosophie weiterzuentwickeln. 1986 bis 1987 konnte er sie bei den Gifford Lectures präsentieren, wo er in einem groß angelegten Interpretationsversuch die Religionen beleuchtete.
1989 erhielt er die Auszeichnung des Grawemeyer Award. Infolge seines Austausches mit buddhistischen Philosophen wie Masao Abe und weiteren Personen entfernte er sich zunehmend von der theistischen Gottesvorstellung.
Nach seiner Emeritierung 1992 in Claremont kehrte er nach Birmingham zurück, wo er als Fellow für Forschung und Studien der Sozialwissenschaften an der Universität tätig wurde. Er verfasste weitere Bücher und war für Konferenzen und Vorlesungen weltweit unterwegs. 2011 eröffnete die Universität Birmingham das John Hick Centre for Philosophy of Religion und verlieh ihm einen Ehrendoktor. Zu diesem Anlass hielt er seine letzte öffentliche Rede, und er starb bald darauf – im Queen Elizabeth Hospital – kurz nach seinem 90. Geburtstag.
Bekannt sind zwei seiner Schüler Alan Race (* 1951) und Gavin D’Costa (* 1958).

### Privates
Am Westminster College in Cambridge lernte Hick seine Frau Joan Hazel, geborene Bowers (21. Mai 1926 – 15. September 1996) kennen, sie heirateten am 30. August 1953 und hatten eine Tochter und drei Söhne. Hazel starb 1996 nach einer Operation an den Folgen eines Schlaganfalls.
Joan Hazel Bowers Mutter war die Missionarin Frances Bowers, geborene Harris sie war in Johannesburg zur Welt gekommen, wo ihr Vater, Rev J. T. Harris als Pfarrer wirkte.
Einer seiner Söhne, Michael, starb 1985 im Alter von 24 Jahren in der Schweiz bei einem Sturz aus großer Höhe, als er einem Freund half Weidetiere einzufangen, drei weitere Kinder sind Eleanor (* 1955), Mark (* 1957) und Peter Hick sowie sechs Enkelkinder.

## Werk und Lehre

### Hinwendung zur pluralistischen Religionstheologie
Eine wahrscheinlich tiefgreifende Wende in seinem theologischen und religiösen Denken erfuhr Hick nach seiner Berufung auf den theologischen Lehrstuhl an der Universität Birmingham im Jahre 1967; als Fellow of the Institute for Advanced Study in the Humanities. In der multikulturellen Stadtgemeinschaft Birminghams wurde er mit der Problematik eines religiösen Pluralismus konfrontiert. So besuchte Hick Gottesdienste in jüdischen, muslimischen Gemeinden, der Sikhs und verschiedener hinduistischer Gemeinschaften.
Die Gliederung der Religionstheologie in ein ‚exklusive‘, ‚inklusive‘ und ‚pluralistisches Modell‘ geht, aus einer christlichen Perspektive, auf die Überlegungen von Hick zurück, deren terminologische Ausarbeitung aber sein Schüler Alan Race leistete:
- Exklusivismus: allein das Christentum vermittelte Heil;
- Inklusivismus: nicht nur das Christentum vermittelte Heil, ist aber durch Jesus die überlegenere religiöse Form;
- Pluralismus: nicht nur das Christentum ist heilsvermittelnd.

Hicks Kritik am einzigen Wahrheits- und Heilsanspruch durch das Christentum wurde ab den frühen 1970er Jahren manifest. Im Frühjahr 1972 hielt er einen programmatischen Vortrag The Copernican Revolution in Theology in dem er die Grundkonzeption der pluralistischen Religionstheologie skizzierte.
Im Jahre 1987 kommt es unter dem Einfluss von Wilfred Cantwell Smith und mit dem Erscheinen zweier Konferenzberichte zu einer Wende. Der eine Konferenzbericht zusammen mit Paul F. Knitter trug den programmatischen Titel The Myth of Christian Uniquess. Toward a Pluralistic Theology of Religions, in dem weitere Beiträge von den Herausgebern sowie Wilfried Cantwell Smith, Stanley Jedidiah Samartha, Raimon Panikkar, Aloysius Pieris, Rosemary Radford Ruether, Tom Faw Driver, Gordon Dester Kaufman, Langdon Brown Gilkey, Seiichi Yagi und Marjorie Hewitt Suchocki veröffentlicht wurden.
Die publizierten Arbeiten gingen auf Vorträge zurück, die auf einen Kongress in Claremont (Kalifornien), Claremont Graduate School Conference of March 1986 gehalten wurden. Diese Konferenz wurde auch als „Rubikon-Konferenz“ bezeichnet, leitete sie doch einen Paradigmenwechsel in der Religionstheologie ein.
Für die meisten Pluralisten sind die postaxialen Weltreligionen, seien sie theistisch (personal) oder nicht-theistisch (impersonal) gleichrangige Religionen, so etwa das Judentum, das Christentum, der Islam, der Sikhismus, der Zoroastrismus sowie der Hinduismus, den Jainismus, der Buddhismus, der Taoismus und der Konfuzianismus.
Hick zitierte er im Februar 2005 auf einem Vortrag in Tehran einen metaphorischen Satz des persischen Sufi-Mystikers Dschalāl ad-Dīn Muhammad Rūmī, kurz Rūmī: The lamps are different but the Light is the same; it comes from beyond. „Die Lampen sind different aber das Licht ist das gleiche, es kommt von jenseits darüber.“
Hick entwickelte sein Verständnis losgelöst von den konkreten postaxialen religiösen Systemen heraus, aus einer metatheoretischen Perspektive. Hick sprach von der „Hypothese der Selbigkeit“ einer sich in den insbesondere postaxialen Religionen zeigenden göttlichen Wirklichkeit, the real. Denn alle postaxialen religiösen Systeme zielten auf die erlösende Transformation menschlichen Daseins von einer Selbstzentriertheit zu einer Wirklichkeitszentriertheit und nur daran, ob sie eine solche erlösende Transformation förderten oder behinderten könne ihr „Wert“ ermittelt werden. Mit der Transzendenz des Ich-Standpunktes, an dessen Stelle dann die Hingabe an eine Manifestation des Wirklichen, the real oder eine konzentrierte Ausrichtung auf diese träte, begründete sich die Wirklichkeitszentriertheit. Für den Glaubenden zeige sich das Heilvolle, personal oder apersonal Göttliche in unterschiedlichen Metaphern, in den verschiedenen Narrationen und in den kulturell und historisch bedingten symbolischen Gestaltungen.

### Grund-Begriffe und -Thesen der pluralistischen Religionstheologie
Nach Hick steht im Zentrum aller legitimerweise so genannten Religionen ein transzendentes Seiendes, das er the Real nennt, das – uneingeschränkt, absolut – ‚Wirkliche‘ oder auch ultimate reality. Dieses komme in jeder geschichtlichen Religion nur unangemessen zur Sprache und Erscheinung, was die Vielfalt religiöser Traditionen erkläre.
Denn das, was die unterschiedlichen religiösen Systeme als das ‚Wirkliche‘ bezeichnen, ist seinen Schlussfolgerungen gemäß nicht das ‚Wirkliche an sich‘, sondern das ‚Wirkliche‘, wie es den Menschen in ihrer beschränkten, jeweiligen Perspektive erscheint, wie es durch die jeweilige Linse wahrgenommen würde. Er greift dabei die Terminologie von Immanuel Kant (Kritik der reinen Vernunft) und dessen Unterscheidung zwischen dem Ding an sich und wie es einem Bewusstsein abhängig von einem bestimmten Wahrnehmungssystem erscheint auf. Seine Religionstheorie beginnt mit dem, was er als kantische Darstellung des Verhältnisses des menschlichen Geistes zur Welt charakterisiert.
Hick unterschied zwischen ‚dem Wirklichen an sich‘ (Noumenon), der göttlichen Wirklichkeit, die jenseits der menschlichen Erfahrung läge und ‚dem Wirklichen‘ (Phainomenon), wie es sich in der menschlichen Erfahrung, Denken und der Vorstellung abbildet. Mit Kants Unterscheidung zwischen dem ‚Ding an sich‘ (Noumenon) und dessen ‚Erscheinung‘ (Phänomenon) verknüpfte Hick die theologische These, dass das Transzendente (Absolute, Reale, Wirkliche) an sich unerkennbar sei und sich in Welt und Geschichte nicht endgültig offenbare. Der Wahrnehmungsapparat ist mit spezifischen Interpretationskonzepten ausgestattet, die wiederum eingebettet sind in ein linguistisches System. Anders als Kant ging Hick aber von einer echten Gotteserfahrung aus. Kant postulierte „Gott“, denn er war für ihn nicht ‚das Wirkliche‘, sondern vielmehr ein Objekt, das die menschliche Vernunft auf der Grundlage der ihr innewohnenden praktischen Funktion im moralischen Handeln annahm.
Hick räumt ein, das Kant einer Anwendung seiner Unterscheidung von ‚Noumenon‘ und ‚Phainomenon‘ auf die Religion nicht zugestimmte hätte. War doch für Kant ‚Gott‘ eine ‚regulative Idee‘ und niemals Objekt der Erfahrung, deren Summe Kant die ‚Natur‘ nannte. Für Kant sei ‚Gott‘ der Garant für die Übereinstimmung der Glückseligkeit mit der Sittlichkeit, so dass seine Existenz von der praktischen Vernunft postuliert werden muss. Der Rückgriff auf kantsche Begriffe ließ Missverständnisse und Verzerrungen der Hickschen Position zu. Hick wollte keinesfalls mit Kant zum Ausdruck bringen, das ‚Gott‘ aufgrund unserer epistemologischen Ausstattung oder Begrenztheit grundsätzlich nicht erfahrbar sei. Vielmehr betonte Hick, dass Menschen durchaus zu einer echten Gotteserfahrung in der Lage seien.
Das ‚göttliche Noumenon‘ trete durch die Vermittlung bestimmter Begriffe oder Kategorien in das menschliche Bewusstsein, dabei entweder ‚personal‘ durch der durch den Begriff „Gott“ oder ‚nicht-personal‘ durch den Begriff des Absoluten. Beides sei dann ‚das Wirkliche‘. Dabei räumte Hick ein, den Begriff „Gott“ vorbehaltlich zu verwenden. Die Position der pluralistischen Religionstheologie wird von Hick konsequent als eine hypothetische aufgefasst. Die Frage, ob „Gott“ personal oder nicht-personal zu verstehen sei, bleibe offen. Jedoch führe die theistische Version des Begriffs stets zu Missverständnissen. So blieben in der wissenschaftlichen Diskussion der pluralistischen Religionstheologie die Optionen ‚das Transzendente‘, ‚das Höchste‘, die Höchste Wirklichkeit‘, ‚das Höchste Prinzip‘, ‚das Göttliche‘, ‚das Eine‘, ‚das Ewige‘, kurzum, in der Hickenschen Terminologie, ‚das Wirkliche‘.
Die unterschiedlichen menschlichen Formulierungen über „the Real“ nehmen Anleihen bei kulturspezifischen und individuellen Vorstellungen, seien auf diese zu beziehen und stünden, richtig verstanden, vielfach nicht im Verhältnis eines logischen Widerspruchs, so dass höchstens eine der sich widersprechenden Behauptungen wahr sein könnte. Überhaupt sei die Wahrheit von Sätzen religionstheologisch nicht entscheidend, sondern die praktische Funktion, Heil zu vermitteln. Diese Funktion könnten unterschiedliche religiöse Überzeugungen und Riten in gleichem Maß ausüben. Auch wenn nicht alle Religionen ihrer Bestimmung in gleicher Weise gerecht würden und es Unterschiede in ihrer Lehre gebe, so seien sie doch im Prinzip gleichwertige Antworten auf die Frage nach dem Sinn von Leben und Tod.
In seinem Werk An Interpretation of Religion: Human Responses to the Transcendent. (deutsch: Religion. Die menschlichen Antworten auf die Frage nach Leben und Tod) (1989, deutsch 1996) bereitete er auch vielfältiges religionskundliches Material auf und vertritt ähnliche Thesen wie etwa Gustav Mensching. Damit sind Religionen nicht göttliche Phänomene, sondern einzig menschliche Gebilde, die sich aus der personalen Begegnung mit einer gelebten religiösen Transzendenzerfahrung entwickelt haben.
In seinen Darlegungen greift Hick den Jasperschen Begriff der Achsenzeit auf und betrachtet die Religionen als ‚prä-axiale oder vor-axiale Religionen‘ oder auch archaische Religionen (Ethnische Religionen) im Vergleich zu ‚post-axialen oder nach-axialen Religionen‘. So sah er in Ersteren die Religionen, deren Anliegen das Erhalten der kosmischen und gesellschaftlichen Ordnung war. Hingegen seien post-axialen Religionen vornehmlich solche, denen es hauptsächlich um das Streben nach Erlösung oder Befreiung ginge. Damit sind die Bewegungen der Achsenzeit geprägt von soteriologischen Bestrebungen.
Alle ‚nach-axialen Religionen‘ gingen von der Tatsache aus, dass das gewöhnliche menschliche Dasein beschädigt, unbefriedigt oder mangelhaft sei. Erlösung/Befreiung sei in allen nach-axialen religiösen Traditionen nichts anderes als die ‚Transformation des menschlichen Daseins aus der Selbstzentriertheit in die Wirklichkeitszentriertheit‘. Oder, die Umwandlung der menschlichen Existenz von einer Selbstbezogenheit zu einer Bezogenheit auf das (personal gesprochen ‚göttliche‘) Wirkliche. ‚Offenbarung‘ des absoluten Wirklichen sei allgemein ein das menschliche Bewusstsein veränderndes, erleuchtendes Wirken, illumination der transzendenten ultimate reality oder göttlichen Wirklichkeit. Der Prozess habe kommunikativen Charakter, welcher darauf abzielte den Glauben, faith zu schaffen, eine ganzheitliche existenzielle Hingabe des menschlichen Bewusstseins oder Menschen an die sich ihm offenbarende ‚höchste Wirkliche‘.
Zusammenfassend bezögen sich die nach-axialen Religionen alle auf denselben Grundvorgang, nämlich auf
- die Beziehung des Menschen zu einer transzendenten Realität (‚das Wirkliche‘), die von lebenskonstitutiver Bedeutung sei;
- Religion sei verankert in einen raum-zeitlichen Bedingungszusammenhang, also an einen bestimmten kulturellen Kontext;
- die Pluralität von Religionen ist aufgrund der Pluralität von Kulturen eine Notwendigkeit oder Konsequenz.

### ‚Das Wirkliche‘ und die Soteriologie
Das grundlegende Kriterium für eine Beurteilung religiöser Systeme oder Phänomene sei das soteriologische Kriterium.
Für Hick ist der Komplex ‚Erlösung/Befreiung‘ nur durch eine Verwandlung des menschlichen Daseins aus der ‚Selbstzentriertheit‘ in die ‚Wirklichkeitszentriertheit‘ erklärbar. Die Abkehr von sich und die Hinwendung zu dem ‚Real‘, also die Transformation, geschähe als Entscheidung für eine bestimmte religiöse Wirklichkeitsperspektive; solch ein Entschluss komme primär der ‚Bekehrung zu einer neuen Erfahrungsweise‘ gleich.
Die Funktion der nach-axialen Religion sei die Schaffung von Kontexten, die den Menschen eine solche Transformation des menschlichen Daseins ermöglichten. Dabei können sowohl personale wie apersonale Vorstellungen denselben soteriologischen Prozess auslösen, sodass die Götter, Gott oder die Absoluta, also „das Wirkliche an sich“ (Noumenon), das die Transformation bewirkt, nur verschiedene Gegenwärtigkeitsmodi  derselben höchsten transzendenten Wirklichkeit sind, Erscheinungsformen des „Wirklichen in der menschlichen Erfahrung“ (Phainomenon). Denn die Wirklichkeit als solche (Noumenon), in sich selbst the Real, sei unerreichbar für die menschliche Kognition, aber bilde die transzendente Ursache aller Religionen. Was uns Menschen bliebe, das seien die verschiedenen Formen, in welchen sie uns erscheint (Phainomenon). Hieraus zog Hick den Schluss, dass das Ziel jeder ‚nach-axialen‘ Religion die ‚Erlösung/Befreiung‘ sei und er schlug vor, die ‚soteriologische Effektivität‘ einer Religion als das alles entscheidende Bewertungskriterium einzuführen. Für Hick sei es in einem ‚soteriologischen Universalismus‘ für alle Menschen möglich, unabhängig von ihrer Religion, am Ende an der Erlösung/Befreiung durch ‚Gott‘, also das Real teilzuhaben.
Hick lehnte sich an die Differenzierungen von Wilfred Cantwell Smith an, der auf eine Unterscheidung zwischen dem Glauben als persönliche Glaubenshaltung bzw. die innere Erfahrung faith und den Glauben, belief oder Glaubensinhalten, beliefs und tradition verwies. Glaubensinhalte, beliefs zeigten sich in Form von Sätzen einer Glaubenslehre. Belief beziehe sich auf das ‚Für-wahr-halten‘ von kanonisierten und dogmatischen Glaubensinhalten und tradition auf die soziohistorische Dimension von religiösen Systemen, faith sei die persönliche Haltung und Orientierung, die die Beziehung eines Menschen zu dem göttlichen Prinzip hin abbilde.
Für Hick war aber bei Smith der Begriff Glaube, faith zu stark an eine theistische Position gebunden, so schlug er vor, den in gleicher Weise wie bei Smith gebrauchten Begriff faith durch die Formulierung der ‚Transformation von der Selbstzentriertheit zur Wirklichkeitszentriertheit‘ zu ersetzen.
Damit zeige sich der Unterschied der religiösen Systeme nicht an der ‚göttlichen Offenbarung‘ als solche, sondern in dem, wie ‚das Wirkliche‘ im Einzelnen vernommen wird.
Für Hick ist der Begriff der ‚Offenbarung‘ nicht an einen Vorgang der Enthüllung von Wahrheiten und als eine auf einen kognitiven Vorgang hin zielende Erkenntnis geknüpft, sondern auf ‚faith‘ also auf eine ganzheitliche existenzielle Hingabe des Menschen an die sich ‚offenbarende göttliche Wirklichkeit‘. Damit wird Offenbarung zu einem das Bewusstsein des Menschen positiv verändernden, erleuchtenden Wirken der transzendenten göttlichen Wirklichkeit (Illumination). Zentraler Inhalt dieser Offenbarung, kennzeichnend für die nach- oder post-axialen Religionen als Erlösungsreligionen, ist die Erlösung/Befreiung des Menschen.
Hicks Offenbarungslehre nimmt zur christlichen Theologie eine besondere Haltung ein. So sah er in den nachaxialen religiösen Systemen bezüglich ihrer Offenbarungsqualität keine zentrale oder normative Rolle für die christliche Offenbarung. Er vertrat einen konsequenten Offenbarungspluralismus. Das Wirkliche oder der personale Gott habe sich in den verschiedenen Weltreligionen dem unterschiedlichen Strom menschlichen Lebens offenbart, ohne dass sich darin eine Gewichtung oder Rangfolge im Hinblick auf das Maß oder die Authentizität der Offenbarung erkennen ließe. Der Offenbarungspluralismus wurde für ihn ableitbar, weil das Wesen der göttlichen Offenbarung des ‚Wirklichen‘ in den menschlichen Religionen ausdrücklich nicht in der Vermittlung von Offenbarungswahrheiten oder Offenbarungslehren läge, sondern einzig in deren soteriologischen Effektivität.

### Religionen und die Wirklichkeit
Für Hick sind Religionen die unterschiedliche menschliche Reaktion auf die transzendente Wirklichkeit. Dabei strukturieren tradierte religiöse Überzeugungen die religiöse Erfahrung und in einer weiteren Entwicklungsdynamik sind religiöse Überzeugungen dann in den religiösen Erfahrungen implizit.
Er stellte bezüglich dieser Hypothese, die Frage, ob es sich bei den komplexen Gestaltungen aus Überzeugungen und Erfahrungen, der verschiedenen Traditionen um einfache Hervorbringungen oder aber die menschliche Reaktion auf eine transzendente Wirklichkeit handele. Wobei er in der letzteren Teilantwort auch den kreativen Akt menschlicher Phantasie mit eingebunden sah.
Für Hick ist ‚das Wirkliche‘ the Real nur erfahrbar wie seine Gegenwart auf die menschlichen Bewusstseinsmodi einzuwirken vermag. Diese sind in ihren Wahrnehmungsressourcen und -Gewohnheiten interkulturell und interhuman different.
So gibt es eine Vielzahl von tradierten religiösen Systemen, die auf viele ‚personale‘ Gottheiten und ‚nicht-personale‘ höchste Wesen verweisen. Göttliche Wirklichkeit kann nicht direkt erkannt werden. Setzen sich Menschen in einer Ich-Du-Bewegung zu ihr in Beziehung, erfahren sie es als personal. Wenn der Mensch sich zum Wirklichen in einer nicht-personalen Wahrnehmung in Beziehung setzt, erfährt er es als nicht-personal. Hick nutzt zum Vergleich die Analogie zum Welle-Teilchen-Dualismus aus der Quantenphysik. Dabei sei die Realität so geartet, dass beide Vorstellungs- und Beobachtungsarten – personal oder nicht-personal – gültig seien.
Er verwendete für den Begriff „Gott“ zunächst die ‚Höchste-Wirklichkeit‘, Ultimate reality, dann synonym ‚das Transzendente‘, the Transcendent, ‚das Göttliche‘, the Divine und ‚der Ewige‘, the Eternal One. Dann seit dem Erscheinen seiner Schrift An Interpretation of Religion (1989) nunmehr ‚das Wirkliche‘, the Real auch ‚das höchste Wirkliche‘, the ultimately real, ‚die höchste Wirklichkeit‘, the ultimate Reality, ‚das Höchste‘, the Ultimate oder auch ‚die Wirklichkeit‘, Reality.

### Verifikation im Jenseits
Der deutsche evangelische Theologe Wilfried Härle hebt aus Philosophy of Religion (1963) besonders die Idee der eschatologischen Verifikation hervor, indem er den Teil zur Verifikation im Jenseits zu einem Grundtext der neueren Theologie erklärt. Verifikation bedeutet nicht, etwas logisch zu beweisen, sondern vernünftige Zweifel, z. B. durch Erfahrung, auszuräumen. Aussagen, die verifizierbar sind, sind nicht zwangsläufig falsifizierbar. Hick bringt dafür das Beispiel der Dezimaldarstellung der Zahl π, bei der noch niemand drei aufeinanderfolgende 7 gefunden hat. Da man die Darstellung aber bis ins Unendliche fortsetzen kann, wird vielleicht irgendwann die Behauptung „π enthält drei aufeinanderfolgende 7“ verifiziert, aber sie kann niemals falsifiziert werden, weil die Berechnungen endlos fortgesetzt werden können und eine abgeschlossene Überprüfung sich somit unserem Erfahrungsbereich entzieht.
Religiöse Aussagen sind ebenso verifizierbar, aber nicht falsifizierbar. Die Behauptung, dass die Seele nach dem Tod weiter existiert, kann dadurch verifiziert werden, dass man stirbt und das eigene Fortbestehen erlebt. Das ist dann nicht unbedingt ein Beweis für den Theismus, aber die christliche Gottesvorstellung wiederum kann verifiziert werden. Das Neue Testament knüpft die Offenbarung Gottes an Jesus Christus und beschreibt symbolisch, dass Christus als das Lamm auf dem Thron erhoben sein wird und im Reich Gottes herrscht. Wenn man diese Herrschaft erleben wird, ist diese christliche Gottesaussage verifiziert. Solche Dinge liegen aber jenseits unseres irdischen Erfahrungsbereiches und können daher nicht falsifiziert werden.

### Das Heilsverständnis bei Hick
Für Hick stand der Begriff des Heils, salvation oder liberation im Vordergrund seiner Betrachtungen, der in das Bezugsfeld seiner pluralistischen Religionstheologie eingebettet war. Während er mit dem Begriff der Erlösung, redemption zurückhaltender war.
Der Begriff des Heils stellt sich bei Hick als ein eindeutig soteriologisch zu interpretierender Begriff dar.
Aus einer dem Exklusivismus verpflichteten christlichen Position heraus ist der Begriff des Heils dagegen zwingend mit der Vorstellung verbunden, dass sich Gott allein durch seinen Sohn, Jesus Christus, den Menschen offenbart habe. Dementsprechend führt der Weg zum Heil für die Menschen nur über ihn. Damit sind anderen religiösen Systemen Heil und Erlösung versagt. Allerdings verlaufen die Argumentationen hier zirkelschlüssig. Während Hick diesen Exklusivismus ablehnt, da auch in anderen Religionen der Glaube Früchte trägt, und er deshalb Christus nicht als exklusiven Heilsmittler sehen kann, muss eine exklusivistische Position genau dies ablehnen, weil hier die alleinige Heilsmittlerschaft Christi vorausgesetzt wird.

## Publikationen (Auswahl)
- Faith and Knowledge. Cornell University Press, Ithaca 1957 und 1966.
- Philosophy of Religion. 1963.
- Evil and the God of Love. 1966, Reprint Palgrave Macmillan, New York 2010, ISBN 978-0-230-25279-0.
- Arguments for the Existence of God. 1970.
- God and the Universe of Faiths. 1973.
- Death and Eternal Life. Collins, London 1976 und Westminster/John Knox, Louisville 1994.
- God Has Many Names. Westminster, Philadelphia 1980.
- An Interpretation of Religion: Human Responses to the Transcendent.  Yale University Press, New Haven 1989; Palgrave, New York 2004.
- Disputed Questions in Theology and the Philosophy of Religion. Yale University Press, New Haven 1993.
- A Christian Theology of Religions: The Rainbow of Faiths. 1995.
- Dialogues in the Philosophy of Religion. Palgrave, New York 2001.
- An Autobiography. Oneworld, Oxford 2002 ()
- The Fifth Dimension: An Exploration of the Spiritual Realm. Oneworld Publications, London 2004.
- The New Frontier of Religion and Science. November 2006.
- The Myth of Christian Uniqueness. SCM Press 1988 zusammen mit Paul F. Knitter.

Deutschsprachige Ausgaben
- Religion. Die menschlichen Antworten auf die Frage nach Leben und Tod. (Original: An Interpretation of Religion: Human Responses to the Transcendent.) Diederichs, München 1996, ISBN 3-424-01311-0
- Gott und seine vielen Namen. Otto Lembeck, Frankfurt am Main 2001, ISBN 978-3-87476-368-4 ( auf drive.google.com)
- Eine Philosophie des religiösen Pluralismus. S. 302–318. Vorbemerkungen der Redaktion zum Beitrag von John Hick in dieser Zeitschrift von Gerhard Ludwig Müller. Übersetzt durch Perry Schmidt-Leukel